# Veritas
V římské mytologii je Veritas, což znamená pravda, bohyní pravdy, dcera Saturna, kterého Řekové nazývali Chronos, titána času a matka Virtus. Někdy považována za dceru Jupitera, kterého Řekové nazývali Zeus nebo je výtvorem Promethea. Bohyně je prý ukryta na dně posvátné studny. Je znázorněna jako panna oblečená v bílém a také jako „nahá pravda“ (nuda veritas), držící zrcadlo.
Veritas je také jméno římské ctnosti pravdivosti, která byla považována za jednu z hlavních ctností, kterou by měl mít jakýkoli dobrý Říman. Řecká bohyně pravdy je Aletheia. Německý filozof Martin Heidegger tvrdí, že reprezentace ALETHEIOU je odlišná od veritas, která je spojena s římským chápání správnosti.
V západní kultuře může toto slovo také sloužit jako motto .